# Не вимикай світло (фільм, 2016)
«Не вимикай світло» (англ. Lights Out) — американський фільм жахів, знятий Девідом Ф. Сандбергом на основі власної однойменної короткометражки. Прем'єра стрічки в Україні відбулась 21 липня 2016 року. Фільм розповідає про жінку, яку переслідує істота, що з'являється, коли гасне світло.

## Сюжет
Помічниця власника складу текстильних виробів Естер помічає силует жінки при вимкненому світлі. Вона попереджає про це свого начальника Пола, після чого йде додому. За деякий час привид убиває чоловіка.
Падчерка Пола — Ребекка — живе одна в квартирі, далеко від своєї матері, Софі, і брата, Мартіна. У Софі великий депресивний розлад, також вона розмовляє зі своєю «уявною подругою» Діаною. Через це Мартін боїться засинати вночі, а коли він засинає на заняттях, його вчителька Емма викликає Ребекку до школи. Сестра забирає брата до себе додому, але тієї самої ночі їх атакує Діана. Проте за допомогою світла їм удається позбутися привида.
Наступного дня Ребекка, Мартін і хлопець Ребекки — Брет — приїжджають до Софі, але не застають її вдома. Вони дізнаються з документів, що Діану було вбито світлом протягом експерименту. Пізніше Софі сама розповідає Мартіну, що вона перебувала зі своєю подругою Діаною в психлікарні. Діана мала рідкісне захворювання, яке зробило її шкіру надчутливою до світла. З’ясовується, що Діана якимось чином вселилася в Софі й маніпулює нею. Привид вирішує вбити хлопчика, не звертаючи уваги на благання матері. Мартін тікає до квартири сестри й розповідає про те, що трапилося.
Ребекка, Мартін і Брет вирішують залишитись на ніч у Софі для її захисту. Перед сном Ребекка навідується до матері й отримує від неї таємну записку зі словами «Допоможи». Вона здогадується, що Діана контролює Софі, і вмикає світло в усьому будинку. Але привид вимикає його, а Ребекку й Мартіна зачиняє у підвалі. Брету з труднощами вдається втекти й викликати поліцію. Ребекка з’ясовує, що Діану можна побачити за допомогою лампи чорного світла. На виклик приїжджає двоє офіцерів, яких Діана вбиває, а в цей час Ребекка та Мартін тікають із будинку до Брета, проте дівчина повертається, щоби допомогти матері. Софі заявляє, що єдиний зв’язок Діани з реальним світом — вона, тому вистрілює з пістолета собі в голову, і Діана зникає. Брет у машині швидкої допомоги каже Ребеці та Мартіну, що ніколи їх не залишить.

## У ролях
| Актор              | Роль                                  |
| ------------------ | ------------------------------------- |
| Тереза Палмер      | Ребекка (головна героїня)             |
| Гебріел Бейтман    | Мартін (молодший брат Ребекки)        |
| Марія Белло        | Софі (мати Ребекки та Мартіна)        |
| Александр ДіПерсіа | Брет (хлопець Ребекки)                |
| Біллі Берк         | Пол (вітчим Ребекки і батько Мартіна) |
| Алісія Вела-Бейлі  | Діана (головна антагоністка)          |
| Лотта Лостен       | Естер (помічниця Пола)                |
| Енді Ошо           | Емма (вчителька Мартіна)              |

## Виробництво
Зйомки фільму почались 29 жовтня 2015 року.